# Brunon Romiszewski

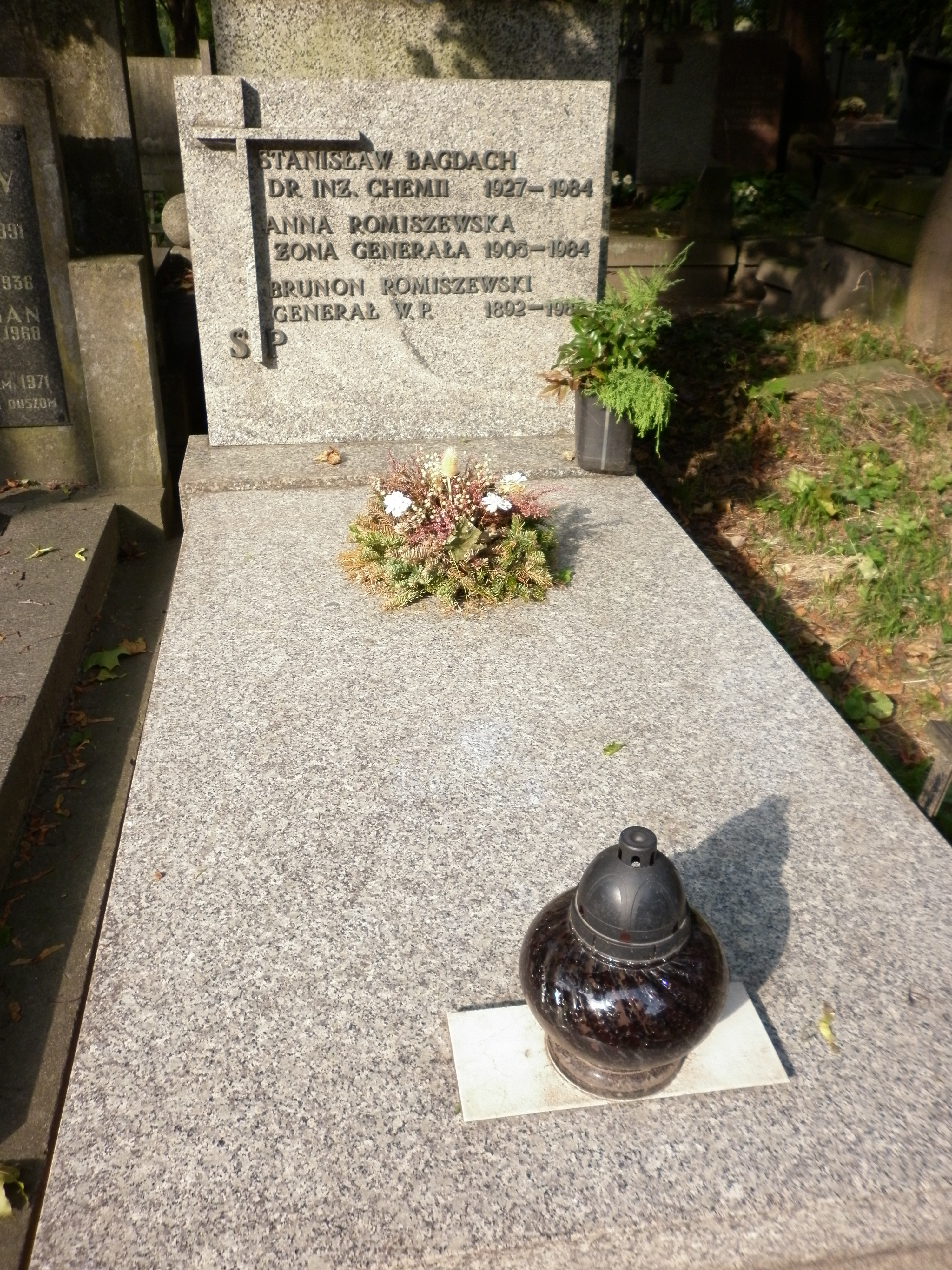
Grób Brunona Romiszewskiego na Starych Powązkach

Brunon Romiszewski (ur. 3 listopada 1892 w Kudryńcach, zm. 17 lipca 1986 w Warszawie) – generał brygady Wojska Polskiego, kawaler Orderu Virtuti Militari.

## Życiorys
Brunon Romiszewski urodził się 3 listopada 1892 roku w Kudryńcach, w rodzinie Kaliksta Prospera Ambrożego (1854–1917) i Józefy z Wolskich (1872–1950). Do 1911 roku skończył siedem klas szkoły realnej w Płoskirowie, po czym został powołany do służby w rosyjskiej armii, gdzie po rocznym kursie został kapralem, a wkrótce chorążym służby stałej. Oficer brygady artylerii. Od 1914 roku w 42 Brygadzie Artylerii. W 1916 roku awansował na porucznika. Kontuzjowany w walkach na froncie austriackim. Od 29 października 1916 roku oficer baterii w 31 dywizjonie artylerii ciężkiej. 1 grudnia 1917 roku przeszedł z dywizjonem do II Korpusu Polskiego na Wschodzie generała lejtnanta Józefa Dowbor-Muśnickiego, gdzie został dowódcą 2. baterii. Podczas bitwy pod Kaniowem wzięty do niemieckiej niewoli, z której zbiegł i 1 października 1918 roku wstąpił do 4 Dywizji Strzelców Polskich na Kubaniu, w której został dowódcą baterii w 19 dywizjonie artylerii lekkiej.
Po przebiciu się do Polski służył w 1 Dywizji Litewsko-Białoruskiej. 1 lipca 1919 roku został dowódcą baterii w 10 pułku artylerii polowej, a 11 grudnia 1919 roku dowódcą dywizjonu artylerii w 1 pułku artylerii polowej. W 1920 roku awansował na kapitana. Brał udział w wojnie polsko-bolszewickiej. 13 sierpnia 1920 roku został ranny pod Radzyminem i odesłany do szpitala w Łodzi, skąd wrócił na front 1 września.
16 marca 1921 roku został zastępcą dowódcy 19 pułku artylerii polowej w Nowej Wilejce. W 1922 roku awansowany na majora. Od 20 lipca 1923 roku komendant Szkoły Podchorążych Rezerwy Artylerii przy Dowództwie Okręgu Korpusu w Grodnie. W styczniu 1924 roku na kursie artyleryjskim w Szkole Strzelań Artylerii w Poznaniu. W lipcu 1924 roku został przesunięty w 19 pułku artylerii polowej ze stanowiska dowódcy I dywizjonu na stanowisko kwatermistrza. W grudniu 1925 roku został przesunięty ze stanowiska dowódcy II dywizjonu na stanowisko dowódcy I dywizjonu. 14 października 1926 roku został przeniesiony do 2 pułku artylerii polowej Legionów w Kielcach na stanowisko zastępcy dowódcy pułku. 23 maja 1927 roku został wyznaczony na stanowisko dowódcy 14 dywizjonu artylerii konnej w Białymstoku. Na pułkownika awansował ze starszeństwem z dniem 1 stycznia 1931 roku w korpusie oficerów artylerii. 28 stycznia 1931 roku otrzymał przeniesienie na stanowisko dowódcy 15 Wielkopolskiego pułku artylerii polowej w Bydgoszczy, który 31 grudnia tego roku został przemianowany na 15 Wielkopolski pułk artylerii lekkiej. Od stycznia do marca 1933 roku na kursie wyższych dowódców w Wyższej Szkole Wojennej w Warszawie. Od 22 grudnia 1934 roku zastępca dowódcy Obszaru Warownego „Wilno” w Wilnie. Od marca 1936 był szefem sztabu w Dowództwie Okręgu Korpusu Nr X. Od 30 lipca 1938 roku drugi dowódca piechoty dywizyjnej 12 Dywizji Piechoty w Tarnopolu. Od 27 lipca 1939 roku szef Departamentu Artylerii Ministerstwa Spraw Wojskowych.
W okresie II RP został osadnikiem wojskowym w osadzie Ulino (powiat dziśnieński).
Po wybuchu II wojny światowej, 20 września 1939 roku został internowany w Rumunii, w obozie Călimănești. Od 16 lutego 1941 roku do 1 kwietnia 1945 roku przebywał w niemieckiej niewoli, w Oflagu VI B Dössel.
Po powrocie do kraju został, mimo zastrzeżeń ze strony Departamentu Kadr Ministerstwa Obrony Narodowej, przyjęty do służby w Wojsku Polskim i mianowany inspektorem artylerii w Dowództwie Okręgu Wojskowego Nr 1 w Warszawie. 30 grudnia 1945 roku został zweryfikowany w stopniu pułkownika artylerii ze starszeństwem z dniem 1 stycznia 1931 roku. Prezydent RP Bolesław Bierut zarządzeniem z 10 lipca 1948 roku awansował go na generała brygady ze starszeństwem z dniem 22 lipca 1948 roku w korpusie generałów.
24 września 1948 roku został aresztowany i do kwietnia 1949 roku więziony w Warszawie. 6 maja 1949 roku Sąd Honorowy dla Generałów przy Ministrze Obrony Narodowej wystąpił z wnioskiem o obniżenie mu stopnia za rzekome wzywanie na odprawie w Orzyszu w lipcu 1948 roku do fałszowania i naciągania wyników strzelań artyleryjskich podległych jednostek. 10 maja 1949 roku Minister Obrony Narodowej, marszałek Polski Michał Rola-Żymierski przychylił się do tego wniosku i obniżył mu stopień wojskowy do pułkownika oraz zwolnił go z zawodowej służby wojskowej. Od czerwca 1949 roku do lipca 1958 roku pracował w budownictwie przemysłowym w Przedsiębiorstwie Urządzeń Geodezyjnych w Warszawie. Po odwołaniu się od niesłusznej decyzji, 2 maja 1957 roku przywrócono mu stopień generała brygady. Pochowany na Cmentarzu Powązkowskim (kwatera 75-3-30).

## Życie prywatne
Mieszkał w Warszawie. Od 18 lutego 1928 był żonaty z Kazimierą Anną Zofią z Jakubkiewiczów (1905–1984). Małżeństwo miało córkę Marię Danutę Bogdanę (ur. 1931).

## Ordery i odznaczenia
- Krzyż Srebrny Orderu Wojskowego Virtuti Militari nr 3592[15][7] – 15 marca 1921[16]
- Krzyż Niepodległości – 25 lipca 1933[17]
- Krzyż Oficerski Orderu Odrodzenia Polski – 11 listopada 1936[18][19]
- Krzyż Kawalerski Orderu Odrodzenia Polski – 1968
- Krzyż Walecznych pięciokrotnie, po raz pierwszy w 1921[20]
- Złoty Krzyż Zasługi – 10 listopada 1928[21][7]
- Krzyż Zasługi Wojsk Litwy Środkowej – 1926[22]
- Medal Pamiątkowy za Wojnę 1918–1921
- Medal Dziesięciolecia Odzyskanej Niepodległości
- Odznaka za Rany i Kontuzje
- Odznaka pamiątkowa dywizjonów artylerii konnej II RP
- Medal Zwycięstwa („Médaille Interalliée”) (zezwolenie Naczelnika Państwa w 1921)[23]